# Кебрада (Порторико)
Кебрада (шп. Quebrada) град је у америчкој острвској територији Порторико, острвској држави Кариба.

## Демографија
По попису из 2010. године број становника је 995, што је 135 (-11,9%) становника мање него 2000. године.
| Група             | 2000.         | 2010.       |
| Белци             | 2 (0,2%)      | 3 (0,3%)    |
| Афроамериканци    | 14 (1,2%)     | 18 (1,8%)   |
| Азијати           | 1 (0,1%)      | 1 (0,1%)    |
| Хиспаноамериканци | 1.127 (99,7%) | 991 (99,6%) |
| Укупно            | 1.130         | 995         |